# Улица Ковалёва (Липецк)
У́лица Ковалёва — улица в Правобережном округе Липецка. Проходит на Соколе вверх от улицы Лумумбы за кольцевую автодорогу до территории управления исполнения наказаний Министерства юстиции. Пересекает улицы Сурикова, Дружбы, Гражданскую, Восточную, Производственную, Демократическую и Римского-Корсакова, а также ЛКАД.
Образована в 1954 году и первоначально называлась Центра́льной у́лицей по её положению в этом районе Сокола. 5 мая 1965 года получила новое имя в честь Героя Советского Союза П. С. Ковалёва (1922—1945), уроженца Данковского района Липецкой области.
До 2004 года улица Ковалёва проходила только до кольцевой автодороги. Затем её значительно продлили за цементный завод до территории управления исполнения наказаний (тюрьмы, изоляторы, зоны). За счёт этого улица стала одной из самых протяжённых в Липецке, немного уступая лишь улицам Гагарина и Московской.
Почти вся жилая застройка улицы частная и доходит лишь до пересечения с улицей Дружбы. За улицей Римского-Корсакова по левой стороне находятся здания различных назначений (промзоны, торговые и строительные предприятия), а по правой — сады. За кольцевой автодорогой — цементный завод, деревообрабатывающие предприятия, вышеупомянутые объекты УИН МЮ.

## Транспорт
- автобусы 11, 315, ост.: «Магазин», «Ул. Сурикова», «14-й стройучасток», «Сады», «Насосная станция», «Авторемзавод», «Цементный завод», «КПД-2 Облремстрой».